# ねこねこ音頭
『ねこねこ音頭』は、2009年11月18日にポニーキャニオンからリリースされたシングル。

## 解説
- テレビアニメ『にゃんこい!』の挿入歌を3曲収録しており、表題曲となっているねこねこ音頭は榊原ゆい、今井麻美、福井裕佳梨の3人がフルコーラスで歌っている。カップリングのねこ呼んじゃったと紅任侠道は、榊原ゆいと今井麻美がそれぞれソロで歌っている。
- ジャケットには、劇中に登場する猫達のイラストが描かれている。

## 収録曲
1. ねこねこ音頭 [2:38] 
  - 歌:榊原ゆい＆今井麻美＆福井裕佳梨、作詞:漆野淳哉、作曲・編曲:久徳貞幸
2. ねこ呼んじゃった [3:01] 
  - 歌:榊原ゆい、作詞:漆野淳哉、編曲:悠木真一
3. 紅任侠道 [4:47] 
  - 歌:今井麻美、作詞:漆野淳哉、作曲・編曲:鳥海剛史
4. ねこねこ音頭 - off vocal -
5. ねこ踏んじゃった - off vocal -
6. 紅任侠道 - off vocal -